# Tom Black (Fußballspieler, 1908)
Thomas „Tom“ Black (* 1. Dezember 1908 in Holytown; † 1993) war ein schottischer Fußballspieler.

## Karriere
Black spielte für den aus Uddingston stammenden Klub Alpine Villa, ab 1927 im schottischen Intermediate Football, zunächst für Bellshill Athletic, 1928 wechselte er zum FC Strathclyde. Im Sommer 1931 wurde er neben W. Cameron und Alex Trotter als einer von drei schottischen Spieler aus dem Intermediate Football vom englischen Spitzenklub FC Arsenal unter Vertrag genommen. Obwohl schottische Zeitungen nach einem guten Auftritt in einem vorsaisonalen Testspiel schon über sein bevorstehendes Debüt in der ersten Mannschaft spekulierten, kam er in den nächsten anderthalb Jahren ausschließlich in der Reservemannschaft zum Einsatz, 1932 gewann er mit dem Team eine Meisterschaftsmedaille in der London Midweek League.
Blacks Debüt für Arsenals erste Mannschaft, ein Drittrundenspiel im FA Cup im Januar 1933 gegen den Drittligisten FC Walsall sollte in einer der bekanntesten Niederlagen von Arsenal und der FA-Cup-Geschichte enden. Weil mehrere Arsenal-Spieler aufgrund von Verletzungen und einer Grippewelle für das Spiel ausfielen, darunter auch der etatmäßige linke Verteidiger Eddie Hapgood, setzte Trainer Herbert Chapman neben Black mit Charlie Walsh und Billy Warnes auf drei Debütanten. Bereits 0:1 in Rückstand, ließ sich Black Mitte der zweiten Hälfte abseits des Spielgeschehens zu einem Tritt gegen den Oberschenkel des gegnerischen Mittelstürmers Gilbert Alsop hinreißen. Da das Vergehen in Arsenals Strafraum stattfand, entschied der Schiedsrichter auf Strafstoß, den Bill Sheppard zum 2:0-Endstand verwandelte.
Cliff Bastin schrieb später in seine Autobiografie von einer „großen Provokation“ durch Alsop, aber Chapman „erduldete ein solches Verhalten von keinem Spieler in Highbury“. Bereits eine Woche nach der Pokal-Partie vermeldeten mehrere Zeitungen Blacks Wechsel zu Plymouth Argyle. Dieser hatte ursprünglich aber offenbar wenig Lust, die britische Hauptstadt zu verlassen und in die „Provinz“ zu ziehen, und ließ sich noch an seinem Ohr operieren. Während Arsenal am Saisonende englischer Meister wurde, kam Black Anfang März schließlich mit seiner Ehefrau doch noch in Plymouth an, bei denen zum damaligen Zeitpunkt insgesamt 13 schottische Spieler unter Vertrag standen. Mit dem ebenfalls aus North Lanarkshire stammenden Sammy Black, der bei Plymouth auf Linksaußen spielte, war er nicht verwandt.
Nachdem er zunächst nur sporadisch zum Einsatz gekommen war, rückte er ab Dezember 1934 in die Stammmannschaft und bildete in den folgenden Jahren als linker Läufer zumeist mit Verteidiger Jimmy Rae die linke Abwehrseite. Insgesamt absolvierte er für den Zweitdivisionär 162 Ligaspiele, wobei sich der Klub in den Endtabellen jeweils zwischen dem 5. und 15. Platz in der Regel im gesicherten Mittelfeld platzierte. Nachdem in der Spielzeit 1938/39 seine Einsatzzeiten zurückgingen, schloss er sich im Sommer 1939 dem in der Third Division South spielenden Klub Southend United an, den dortigen Trainer David Jack kannte Black noch aus seiner Zeit bei Arsenal. Black stand an den ersten drei Spieltagen der neuen Saison in der Startelf, ehe der Spielbetrieb durch den Ausbruch des Zweiten Weltkriegs eingestellt wurde. In den in der Folge ausgerichteten Ersatzwettbewerben lief er weitere drei Mal für Southend auf, noch vor Jahresende kehrte er nach Schottland zurück und unterschrieb Anfang Dezember 1939 einen Vertrag bei Third Lanark. Auch in Schottland war der reguläre Spielbetrieb pausiert, über die folgenden beiden Spielzeiten kam er zu insgesamt 30 Ligaeinsätzen in den Ersatzwettbewerben, bevor sein Vertrag im Juni 1941 wieder aufgelöst wurde und damit auch seine Profikarriere ihr Ende fand.
Nach dem Zweiten Weltkrieg übernahm Black 1946 den Posten des Übungsleiters bei New Stevenston United, im August 1948 trat er von seinen Positionen als Trainer und Komiteemitglied des Vereins zurück. 1948 trat er für eine Benefizmannschaft namens „Old Crocks“ (dt. Tattergreise) in Erscheinung, 1950 spielte er gegen die „Old Crocks“ auf Seiten der „Lanarkshire Select“.